# Don Payne (bassist)
Donald R. Payne (Wellington (Texas), 7 januari 1933 - Plantation (Florida), 25 februari 2017) was een Amerikaanse jazz- en studiomuzikant die contrabas speelde.

## Biografie
Payne, die opgroeide in Californië, begon op zijn tiende op de trompet, toen hij 16 was stapte hij over op de contrabass. Hij speelde vanaf het midden van de jaren 50 in Los Angeles, met o.a. Harry Babasin, Joe Maini, Ornette Coleman (Something Else!!!), Art Pepper en Paul Horn. Na zijn verhuizing naar New York was hij overwegend als studiomuzikant actief, daarnaast werkte hij hier in de jazzscene, met Mundell Lowe, Chris Connor, Herbie Mann, Stan Getz, Bobby Scott, Gary McFarland, Maynard Ferguson, Jackie Cain, Bobby Hackett, Freddie McCoy, Tony Bennett, John Tropea en Joe Beck (Nature Boy, 1969). In de jaren 70 werkte hij mee aan platen van Loudon Wainwright III, Judy Collins, Roy Buchanan, Leonard Cohen (New Skin for the Old Ceremony, 1974), Janis Ian, Luiz Henrique, Harry Chapin en Melanie Safka. Hij keerde terug naar Californië en kwam in 2000 met het album Rhapsodic Echoes, hierop speelden onder meer Dave Hubbard en Don Friedman mee.In de jazz was hij in de jaren 1957-2000 betrokken bij 35 plaatopnames. Payne overleed in Florida op 84-jarige leeftijd.